# Philip Francis Nowlan
 (février 2017).
Si vous disposez d'ouvrages ou d'articles de référence ou si vous connaissez des sites web de qualité traitant du thème abordé ici, merci de compléter l'article en donnant les références utiles à sa vérifiabilité et en les liant à la section « Notes et références ».
Phil Nowlan, de son vrai nom Philip Francis Nowlan est un auteur américain de science-fiction, né en 1888 à Philadelphie en Pennsylvanie et mort en 1940 à Philadelphie.

## Biographie
Il a travaillé comme chroniqueur de presse.Il est l’auteur de la nouvelle Armageddon 2419 A.D. (en) avec Buck Rogers publiée en pulp magazine en 1928 dans Amazing Stories. Il fera de cette nouvelle un scénario de comic strip mis en image par Dick Calkins à partir de 1929 (Buck Rogers, 2429 A.D.). De cette série sera fait un feuilleton radiophonique, un film et trois séries de télévision Buck Rogers au XXVe siècle.

## Publications
Nowlan a aussi écrit plusieurs autres nouvelles pour des magazines de science-fiction :
- Armageddon 2419 A.D. (1928)
- The Girl from Nowhere (1928)
- The Airlords of Han (1929)
- The Time Jumpers
- The Onslaught from Venus
- The Prince of Mars Returns
- Space Guards